# Тиждень ненависті
Тиждень ненависті (англ. Hate Week) — вигадана подія в антиутопічному романі Джорджа Орвелла «1984». Тиждень ненависті — це психологічна операція, покликана максимально посилити ненависть населення до нинішнього ворога тоталітарної партії, залежно від того, з якою з двох країн (Євразією чи Остазією) триває війна в цей момент.

## Короткий зміст
Під час одного тижня ненависті Океанія змінила союзника і ворога в той момент, коли публічний оратор промовляв середину речення, але, попри це, зрив був мінімальним: плакати проти попереднього ворога миттєво стали «саботажем» Тижня ненависті, вчиненим Еммануелем Ґолдштайном і його прихильниками, яких, як наслідок, зніс натовп і швидко замінили пропагандою проти нового ворога, демонструючи тим самим легкість, з якою партія керує ненавистю своїх членів. Цю легкість також можна частково пояснити подібністю термінів «Остазія» і «Євразія», оскільки їх легко сплутати. Очікується, що всі члени Океанії проявлять відповідний ентузіазм під час Тижня ненависті, а також щоденної двохвилинки ненависті. Хоча участь у цьому заході не є юридично обов'язковою, уникнення або відмова від нього викликає підозру в Поліції думок, що зазвичай призводить до випаровування злочинця. Це гарантує, що вони проти протилежної сторони і все ще в союзі з Старшим Братом.
Тиждень ненависті відзначається в кінці літа. Події протягом цього часу включають демонстрації воскових фігур, військові паради, промови та лекції. Також складаються нові гасла і пісні. Згадується, що підрозділу з художнього відділу доручено видавати брошури про злодіяння (фальсифіковані повідомлення про злодіяння, вчинені проти неї противниками Океанії), покликані стимулювати населення Океанії і впадати в шалене безумство проти всіх ворогів. Таким чином, сукупний ефект тижня ненависті полягає в тому, щоб збудити населення до такої міри, що воно «безсумнівно розірвало б захоплених ворожих солдатів на шматки», якби йому надали таку можливість. Вперше згадується у другому абзаці першої сторінки «1984»; однак, на цей момент, читачеві не відомо, що таке Тиждень ненависті. «Це було частиною прагнення економіки підготуватися до Тижня ненависті».

## Культурний вплив
«Тиждень ненависті» теоретики і вчені прийняли як компаратор для реальних зусиль з демонізації ворога держави. Радянський літературний теоретик Джон Родден зазначає, що «Тиждень ненависті», зображений у романі Джорджа Орвелла, передбачає деякі антиамериканські події в Радянському Союзі, які відбулися за цим. Скотт Боулдінг стверджує подібність між неприпустимим Тижнем ненависті та зусиллями сталіністів щодо витіснення релігії відданим служінням партії. Інші теоретики порівнювали Тиждень ненависті Орвелла з періодами антирадянських настроїв у США, а також з іншими кампаніями Холодної війни проти маріонеткових держав.